# Roccaraso

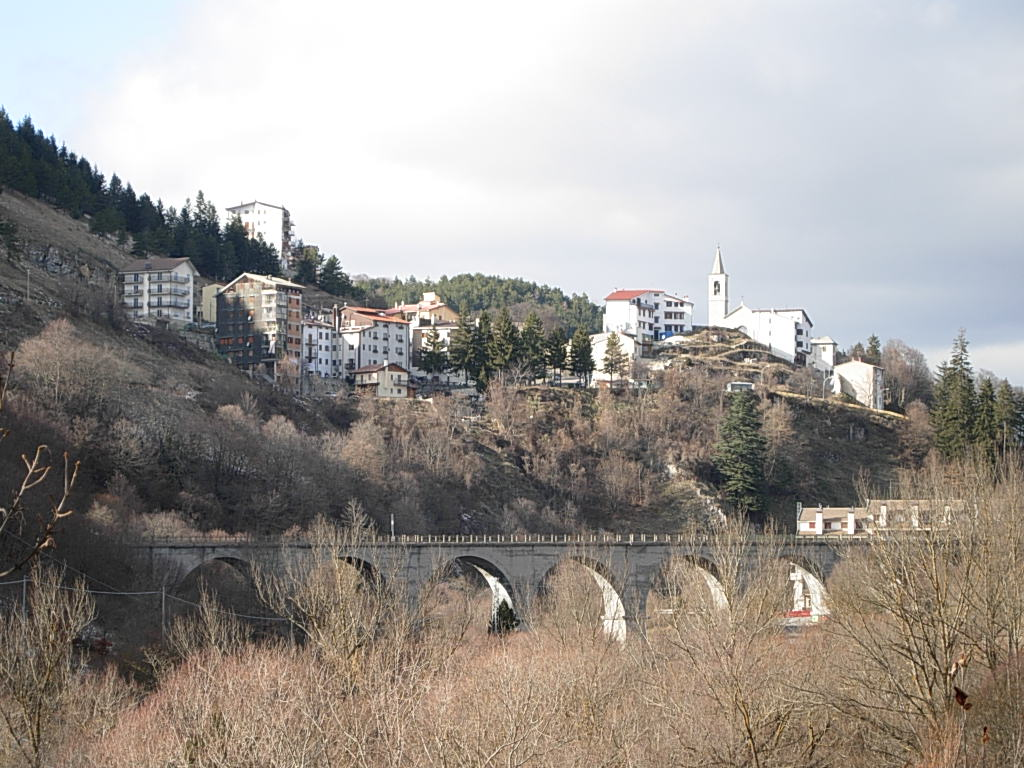
Roccaraso

Roccaraso is een gemeente in de Italiaanse provincie L'Aquila (regio Abruzzen) en telt 1684 inwoners (31-12-2004). De oppervlakte bedraagt 50,0 km², de bevolkingsdichtheid is 32 inwoners per km².

## Demografie
Roccaraso telt ongeveer 724 huishoudens. Het aantal inwoners daalde in de periode 1991-2001 met 3,8% volgens cijfers uit de tienjaarlijkse volkstellingen van ISTAT.
| Jaar | Inwoneraantal |
| ---- | ------------- |
| 1991 | 1668          |
| 2001 | 1604          |

## Geografie
Roccaraso grenst aan de volgende gemeenten: Ateleta, Barrea, Castel di Sangro, Pescocostanzo, Rivisondoli, San Pietro Avellana (IS), Scontrone.

## Sport
Roccaraso was meermaals aankomstplaats van een etappe in de wielerkoers Ronde van Italië. Zo wonnen er bekende namen als Fausto Coppi en Bernard Hinault. De Portugees Ruben Guerreiro was 11 oktober 2020 de voorlopig laatste ritwinnaar in Roccaraso. 
Roccaraso is van oudsher een goed bezocht skigebied, op maar een paar uur rijden van Rome. Door de opwarming van de aarde is de sneeuwzekerheid enorm afgenomen, wat ten koste gaat van de plaatselijke economie. De meeste pistes liggen op niet meer dan 2.000 meter hoogte. Kunstsneeuw is duur en niet altijd een oplossing. 
In het jaar 2024 was maar ongeveer 20% van de skipistes in gebruik. https://www.turismo.abruzzoweb.it/impianti-da-sci-la-soa-in-abruzzo-senza-neve-aperte-solo-23-piste-su-122-ripensare-turismo/#more-567822
Acciano · Aielli · Alfedena · Anversa degli Abruzzi · Ateleta · Avezzano · Balsorano · Barete · Barisciano · Barrea · Bisegna · Bugnara · Cagnano Amiterno · Calascio · Campo di Giove · Campotosto · Canistro · Cansano · Capestrano · Capistrello · Capitignano · Caporciano · Cappadocia · Carapelle Calvisio · Carsoli · Castel del Monte · Castel di Ieri · Castel di Sangro · Castellafiume · Castelvecchio Calvisio · Castelvecchio Subequo · Celano · Cerchio · Civita d'Antino · Civitella Alfedena · Civitella Roveto · Cocullo · Collarmele · Collelongo · Collepietro · Corfinio · Fagnano Alto · Fontecchio · Fossa · Gagliano Aterno · Gioia dei Marsi · Goriano Sicoli · Introdacqua · L'Aquila · Lecce nei Marsi · Luco dei Marsi · Lucoli · Magliano de' Marsi · Massa d'Albe · Molina Aterno · Montereale · Morino · Navelli · Ocre · Ofena · Opi · Oricola · Ortona dei Marsi · Ortucchio · Ovindoli · Pacentro · Pereto · Pescasseroli · Pescina · Pescocostanzo · Pettorano sul Gizio · Pizzoli · Poggio Picenze · Prata d'Ansidonia · Pratola Peligna · Prezza · Raiano · Rivisondoli · Rocca Pia · Rocca di Botte · Rocca di Cambio · Rocca di Mezzo · Roccacasale · Roccaraso · San Benedetto dei Marsi · San Benedetto in Perillis · San Demetrio ne' Vestini · San Pio delle Camere · San Vincenzo Valle Roveto · Sant'Eusanio Forconese · Sante Marie · Santo Stefano di Sessanio · Scanno · Scontrone · Scoppito · Scurcola Marsicana · Secinaro · Sulmona · Tagliacozzo · Tione degli Abruzzi · Tornimparte · Trasacco · Villa Sant'Angelo · Villa Santa Lucia degli Abruzzi · Villalago · Villavallelonga · Villetta Barrea · Vittorito
1. ↑  https://demo.istat.it/?l=it.